# Jan Sokol
Jan Sokol (Praga, 18 aprile 1936 – Praga, 16 febbraio 2021) è stato un politico, filosofo e attivista ceco. Ricoprì per un breve periodo l'incarico di Ministro dell'istruzione, della gioventù e dello sport nel 1998 con il Primo Ministro Josef Tošovský. Dal 1990 al 1992 fu membro del Parlamento per Praga. Dal 2000 al 2007 fu il primo decano della Facoltà di Lettere e Filosofia della Università Carolina di Praga. Sokol si candidò a Presidente della Repubblica Ceca nelle elezioni del 2003, ma perse contro Václav Klaus.